# Douglas DC-8
Douglas DC-8 (còn gọi là McDonnell Douglas DC-8) là một loại máy bay chở khách phản lực thương mại thân hẹp,một tầng,4 động cơ đầu tiên của hãng Douglas Aircraft Company chế tạo từ năm 1958 tới 1972 để cạnh tranh với Boeing 707 viết tắt là  B707  của Boeing .

### Series 10

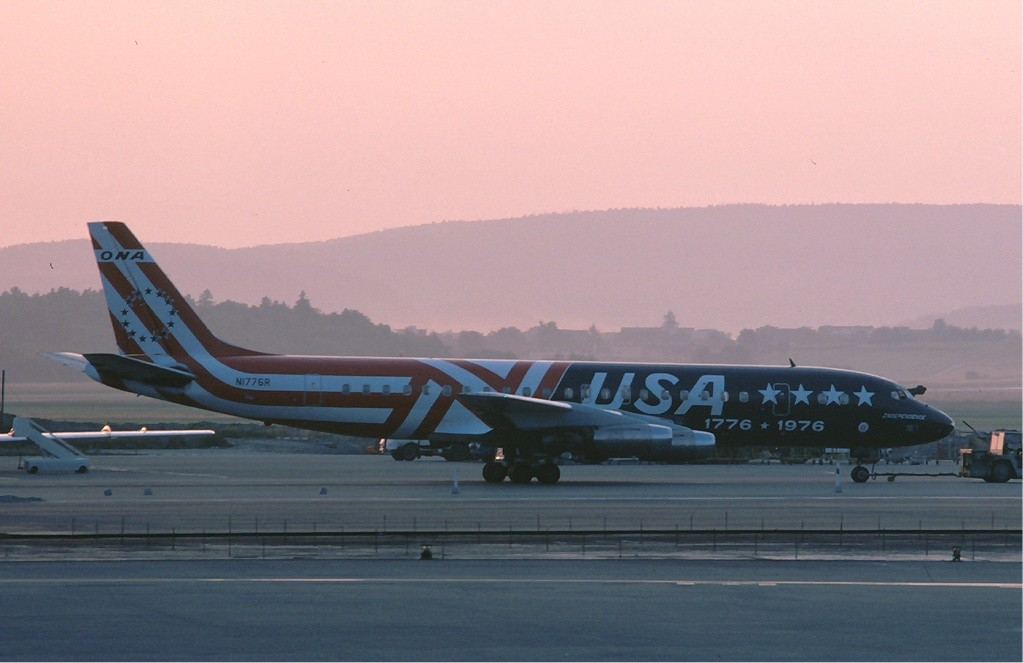
DC-8-32 thuộc hãng Overseas National Airways tại Zurich, 1975

### Series 40

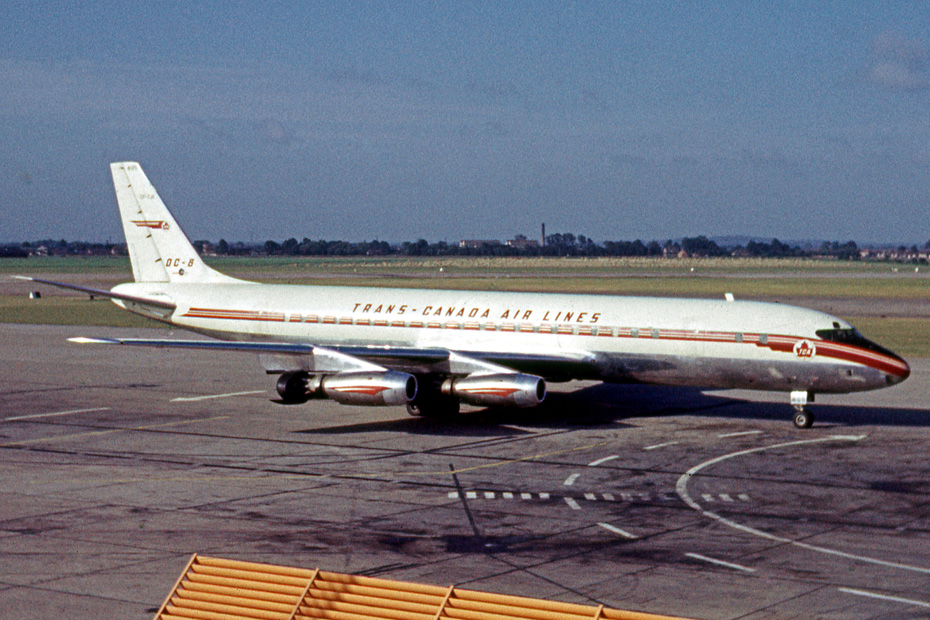
Douglas DC-8-42 của hãng Trans Canada Airlines tại London Heathrow năm 1962

### Super seventies

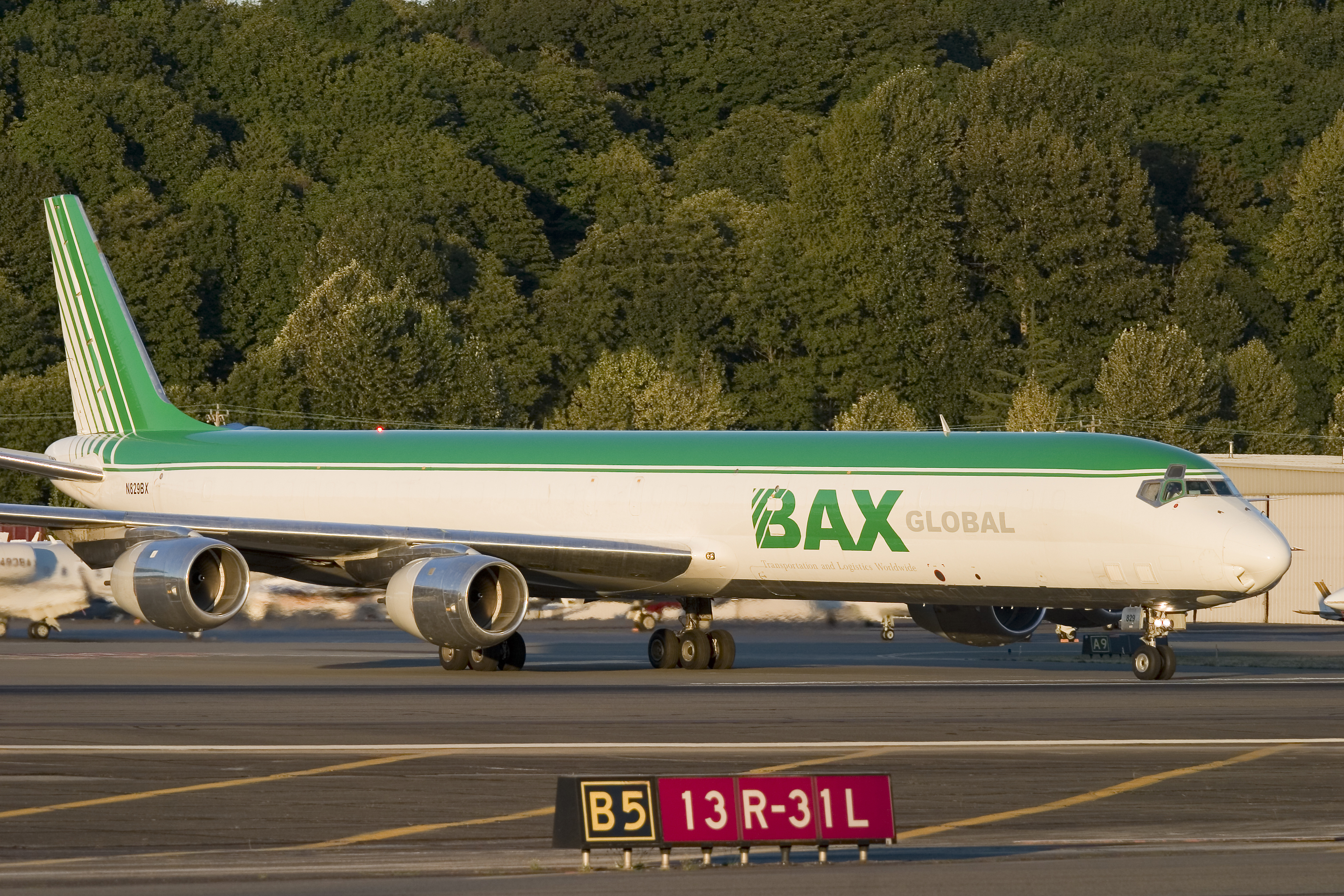
BAX Global DC-8-71(F) tại Boeing Field

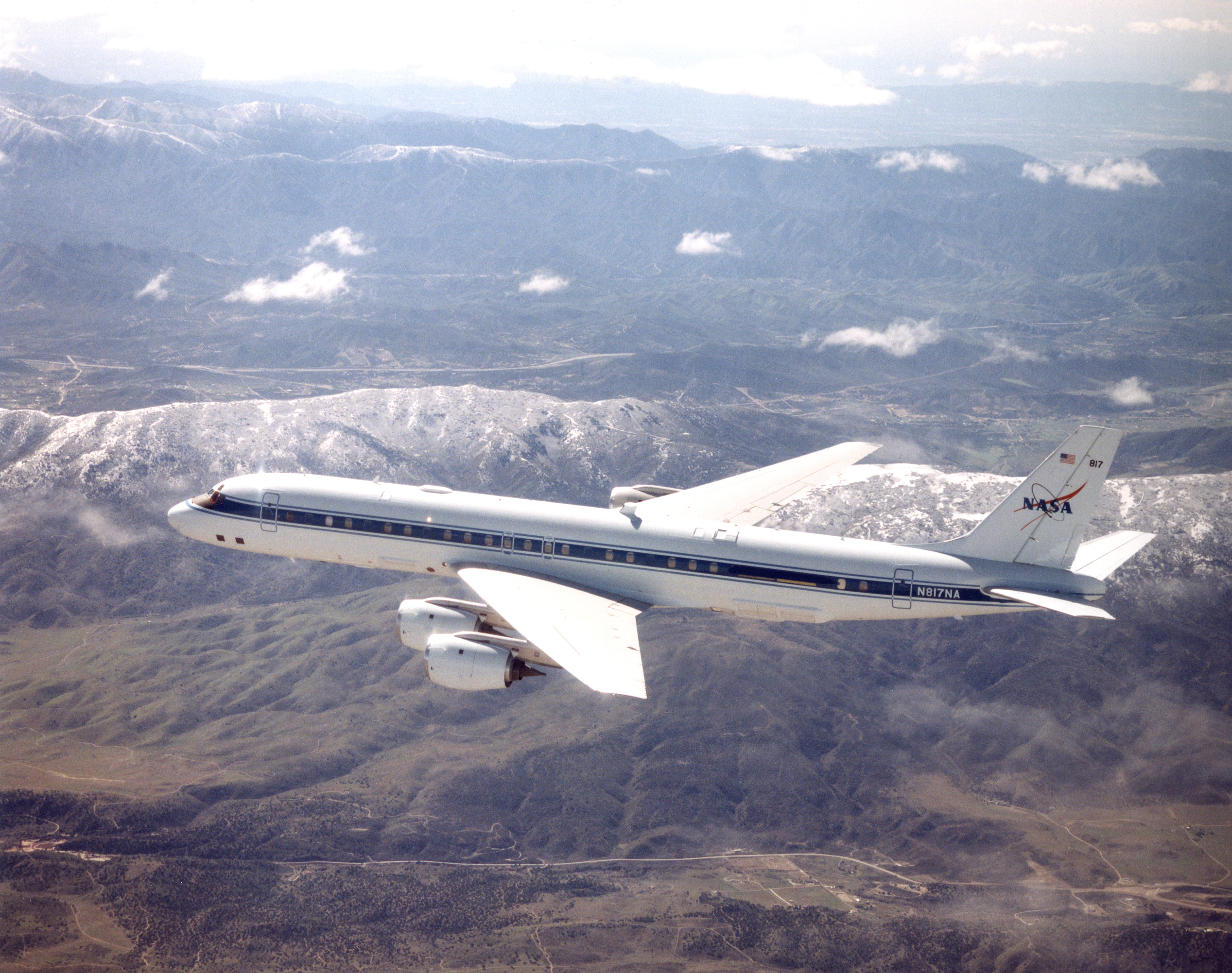
Dryden DC-8 - phòng thí nghiệm trên không của NASA lắp động cơ turbofan CFM56

## Biến thể

### Series 50

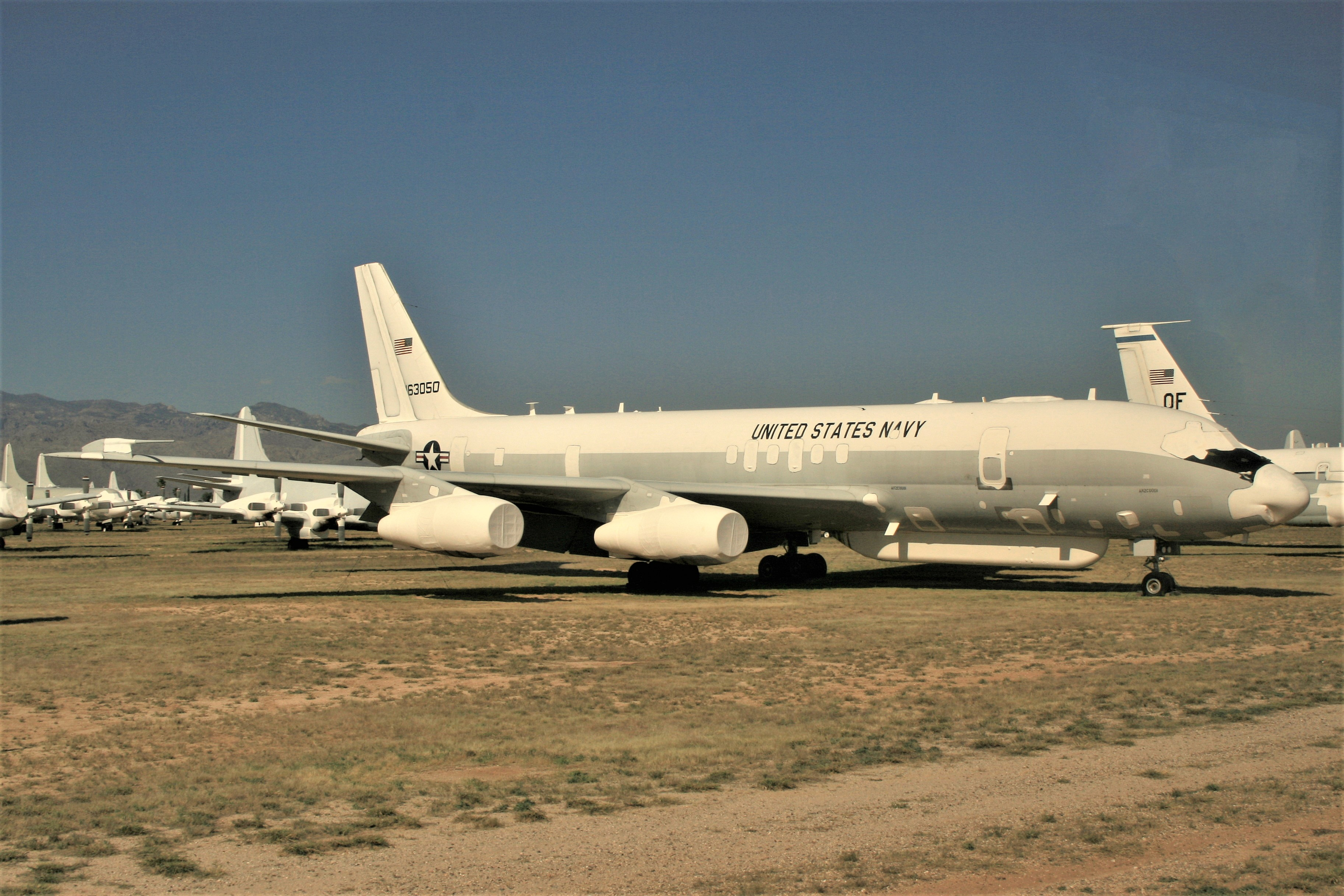
EC-24A của hải quân Hoa Kỳ

- DC-8 Jet Trader:
- EC-24A:

### Super 60 Series

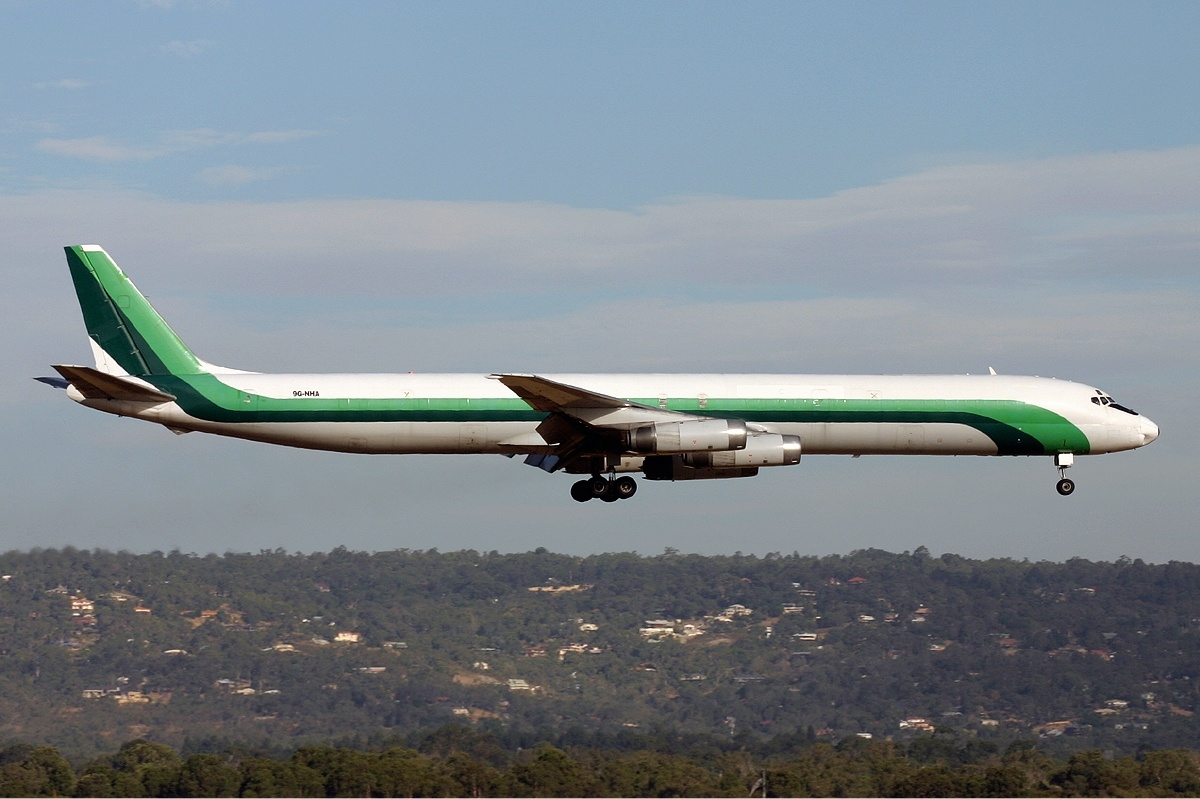
DC-8-63(F) của hãng First International Airways hạ cánh tại sân bay Perth (2004)

- DC-8 Series 61:

- DC-8 Series 62:
- DC-8 Series 63:

## Quốc gia sử dụng
Tổng cộng có 22 chiếc DC-8 (tất cả biến thể) còn hoạt động đến tháng 8 năm 2013, các hãng còn sử dụng là:
- Airlift International (1)
- Air Transport International (2)
- Brisair (1)
- BTL (1) cho chính phủ Togo
- Expo Aviation (1)
- Force Aérienne du Congo (1)
- Meridian Airways (1)
- NASA (1) phòng thí nghiệm trên không.[2]
- Transair Cargo Service (3)
- ATSA/SkyBus Jet Cargo Inc (3)

## Tính năng kỹ chiến thuật
| Biến thể                   | DC-8-32                                                             | DC-8-51                                                                                       | DC-8-54JT (-54CF)                                                                                             | DC-8-61                                                               | DC-8-63CF                                                            |
| -------------------------- | ------------------------------------------------------------------- | --------------------------------------------------------------------------------------------- | --- | --------------------------------------------------------------------- | -------------------------------------------------------------------- |
| Kíp lái                    | 3                                                                   | 3                                                                                             | 3 | 3                                                                     | 3                                                                    |
| Tải trọng                  | 176 hành khách (coach) 124 hành khách (mixed)                       | 144–179 hành khách (coach) 132 hành khách (mixed)                                             | 132 hành khách (mixed) 155–189 hành khách (coach) 8 panel hàng hóa + 63 hành khách (coach) 13 pallet hàng hóa | 200–212 hành khách (mixed) 251–269 hành khách (coach)                 | 251–269 hành khách (coach) 200–212 hành khách (mixed)                |
| Chiều dài tổng thể         | 150 ft 6 in (45,87 m)                                               | 150 ft 6 in (45,87 m)                                                                         | 150 ft 6 in (45,87 m)                                                                                         | 187 ft 4 in (57,10 m)                                                 | 187 ft 4 in (57,10 m)                                                |
| Sải cánh                   | 142 ft 5 in (43,41 m)                                               | 142 ft 5 in (43,41 m)                                                                         | 142 ft 5 in (43,41 m)                                                                                         | 142 ft 5 in (43,41 m)                                                 | 148 ft 5 in (45,24 m)                                                |
| Chiều cao                  | 43 ft 4 in (13,21 m)                                                | 43 ft 4 in (13,21 m)                                                                          | 43 ft 4 in (13,21 m)                                                                                          | 43 ft 0 in (13,11 m)                                                  | 43 ft 0 in (13,11 m)                                                 |
| Diện tích cánh             | 2.771 foot vuông (257,4 m2)                                         | 2.771 foot vuông (257,4 m2)                                                                   | 2.771 foot vuông (257,4 m2)                                                                                   | 2.771 foot vuông (257,4 m2)                                           | 2.927 foot vuông (271,9 m2)                                          |
| Trọng lượng hạ cánh tối đa |                                                                     | 199.500 lb (90.500 kg)                                                                        | 240.000 lb (108.862 kg)                                                                                       | 240.000 lb (108.862 kg)                                               | 275.000 lb (124.738 kg)                                              |
| Trọng lượng hữu ích tối đa | 310.000 lb (140.614 kg)                                             | 276.000 lb (125.191 kg)                                                                       | 315.000 lb (142.882 kg)                                                                                       | 325.000 lb (147.418 kg)                                               | 355.000 lb (161.025 kg)                                              |
| Động cơ (4x)               | Pratt & Whitney JT4A-9 kiểu turbojet, 16.800 lb (74,7 kN) mỗi chiếc | Pratt & Whitney JT3D-1 hoặc JT3D-3 kiểu turbofan, 17.000/18.000 lb (75,61/80,06 kN) mỗi chiếc | Pratt & Whitney JT3D-3B kiểu turbofan, 18.000 lb (80,06 kN) mỗi chiếc                                         | Pratt & Whitney JT3D-3B kiểu turbofan, 18.000 lb (80,06 kN) mỗi chiếc | Pratt & Whitney JT3D-7 kiểu turbofan, 19.000 lb (84,51 kN) mỗi chiếc |
| Vận tốc hành trình tối đa  | 588 mph (946 km/h)                                                  |                                                                                               | 593 mph (954 km/h)                                                                                            | 581 mph (935 km/h)                                                    | 596 mph (959 km/h)                                                   |
| Tầm bay                    | 6.278 mi (10.103 km)                                                | 5.077 mi (8.171 km)                                                                           | 7.543 mi (12.139 km)                                                                                          | 5.846 mi (9.408 km)                                                   | 7.008 mi (11.278 km)                                                 |
| Trần bay hành trình        | 35.000 ft (11.000 m)                                                | 35.000 ft (11.000 m)                                                                          | 35.000 ft (11.000 m)                                                                                          | 35.000 ft (11.000 m)                                                  |                                                                      |
| Nhiên liệu                 | 23.400 gal Mỹ (88.579 l; 19.485 gal Anh)                            | 23.400 gal Mỹ (88.579 l; 19.485 gal Anh)                                                      | 23.400 gal Mỹ (88.579 l; 19.485 gal Anh)                                                                      | 23.400 gal Mỹ (88.579 l; 19.485 gal Anh)                              | 24.275 gal Mỹ (91.891 l; 20.213 gal Anh)                             |
| Số lượng sản xuất          | 43                                                                  | 30                                                                                            | 15 | 78                                                                    | 53                                                                   |

Nguồn:Bản mẫu:Vs